# Atletica leggera ai Giochi della XXXII Olimpiade - Staffetta 4×100 metri maschile

Video della finale
- Ufficiale
- [https://www.youtube.com/watch?v=B7lQ8JxFLTY Commento in italiano

Ai Giochi della XXXII Olimpiade la staffetta 4×100 metri maschile si è svolta dal 5 al 6 agosto 2021 presso lo Stadio nazionale di Tokyo.

## Presenze ed assenze dei campioni in carica
| Competizione            | Atleta        | Prestazione | Tokyo 2020 |
| ----------------------- | ------------- | ----------- | ---------- |
| Olimpiadi 2016          | Giamaica      | 37”27       | Presente   |
| Commonwealth 2018       | Inghilterra   | 38”13       | [ E 1 ]    |
| Europei 2018            | Gran Bretagna | 37”80       | Presente   |
| Asiatici 2018           | Thailandia    | 39”21       | Non qual.  |
| Panamericani 2019       | Brasile       | 38”81       | Presente   |
| Africani 2019           | Ghana         | 38”30       | Presente   |
| Mondiali staffette 2019 | Brasile       | 38”05       | Presente   |
| Mondiali 2019           | Stati Uniti   | 37”10       | Presenti   |

1. ↑  Ai Giochi partecipa come nazione la Gran Bretagna, di cui l'Inghilterra è parte.

## La gara
Prestazione disastrosa degli Stati Uniti in batteria. Pasticciano Fred Kerley e Ronnie Baker al primo cambio perdendo decimi preziosi, approssimativi anche il secondo e il terzo. Gli americani finiscono sesti e vengono eliminati. Il miglior tempo delle qualificazioni è della Giamaica (37"82), una delle sole quattro nazionali in grado di correre in meno di 38 secondi.
In finale la Giamaica offre una prestazione sotto tono. La gara è condotta dalla Gran Bretagna, che si presenta in testa in ultima frazione. Ma l'italiano Filippo Tortu, ben lanciato dal terzo frazionista Fausto Desalu, si produce in un superbo allungo e supera sul traguardo Nethaneel Mitchell-Blake. L'Italia vince di un centesimo. Terzo è il Canada.
L'Italia stabilisce il primato nazionale sia in batteria (37"95), sia in finale (37"50).
In un test anti-doping effettuato al termine della gara Chijindu Ujah (il primo frazionista britannico) viene trovato positivo all'S23 e all'Ostarina (agenti anabolizzanti). La squalifica, ufficializzata il 18 febbraio 2022 dal Tribunale Arbitrale dello Sport (TAS), determina la revoca della medaglia d'argento e l'obbligo di restituire i premi in denaro ricevuti.
Il Canada sale dal bronzo all'argento. La Cina, giunta originariamente quarta con il tempo di 37"79, primato nazionale, ha ricevuto il bronzo.

## Risultati

### Batterie
I primi 3 classificati di ogni batteria (Q) e i successivi 2 migliori tempi (q) si qualificano per la finale.

#### Batteria 1
| Posizione | Corsia | Paese             | Atleti                                                                  | Tempo | Note                                     |
| --------- | ------ | ----------------- | ----------------------------------------------------------------------- | ----- | ---------------------------------------- |
| 1         | 5      | Giamaica          | Jevaughn Minzie Julian Forte Yohan Blake Oblique Seville                | 37"82 | Q                                        |
| dq 2      | 3      | Gran Bretagna     | Chijindu Ujah Zharnel Hughes Richard Kilty Nethaneel Mitchell-Blake     | 38"02 | dq Q SB                                  |
| 3         | 4      | Giappone          | Shuhei Tada Ryōta Yamagata Yoshihide Kiryū Yuki Koike                   | 38"16 | Q                                        |
| 4         | 9      | Francia           | Mouhamadou Fall Jimmy Vicaut Méba-Mickaël Zézé Ryan Zeze                | 38"18 | Miglior prestazione personale stagionale |
| 5         | 2      | Brasile           | Rodrigo do Nascimento Felipe Bardi Derick Silva Paulo André de Oliveira | 38"34 | Miglior prestazione personale stagionale |
| 6         | 8      | Trinidad e Tobago | Kion Benjamin Eric Harrison Akanni Hislop Richard Thompson              | 38"63 | Miglior prestazione personale stagionale |
|           | 6      | Paesi Bassi       | Joris van Gool Taymir Burnet Chris Garia Churandy Martina               | dnf   |                                          |
|           | 7      | Sudafrica         | Clarence Munyai Shaun Maswanganyi Chederick van Wyk Akani Simbine       | dnf   |                                          |

#### Batteria 2
| Posizione | Corsia | Paese       | Atleti                                                                   | Tempo | Note                                     |
| --------- | ------ | ----------- | ------------------------------------------------------------------------ | ----- | ---------------------------------------- |
| 1         | 4      | Cina        | Tang Xingqiang Xie Zhenye Su Bingtian Wu Zhiqiang                        | 37"92 | Q                                        |
| 2         | 9      | Canada      | Aaron Brown Jerome Blake Brendon Rodney Andre De Grasse                  | 37"92 | Q                                        |
| 3         | 5      | Italia      | Lorenzo Patta Marcell Jacobs Fausto Desalu Filippo Tortu                 | 37"95 | Q                                        |
| 4         | 6      | Germania    | Julian Reus Joshua Hartmann Deniz Alma Lucas Ansah-Peprah                | 38"06 | q                                        |
| 5         | 8      | Ghana       | Sean Safo-Antwi Benjamin Azamati-Kwaku Emmanuel Yeboah Joseph Paul Amoah | 38"08 | q                                        |
| 6         | 3      | Stati Uniti | Trayvon Bromell Fred Kerley Ronnie Baker Cravon Gillespie                | 38"10 | Miglior prestazione personale stagionale |
| 7         | 7      | Danimarca   | Simon Hansen Tazana Kamanga-Dyrbak Kojo Musah Frederik Schou-Nielsen     | 38"16 | Record nazionale                         |
|           | 2      | Turchia     | Ertan Ozkan Jak Ali Harvey Kayhan Özer Ramil Guliyev                     | dq    |                                          |

### Finale
Venerdì 6 agosto, ore 22:55.
| Record mondiale      | Giamaica      | 36"84 | Londra    | 11 agosto 2012 |
| Record olimpico      | Giamaica      | 36"84 | Londra    | 11 agosto 2012 |
| Capolista stagionale | Gran Bretagna | 38"02 | Gateshead | 13 luglio 2021 |

| Posizione | Corsia | Paese         | Atleti                                                                   | Tempo    | Note                                                       |
| --------- | ------ | ------------- | ------------------------------------------------------------------------ | -------- | ---------------------------------------------------------- |
| Oro       | 8      | Italia        | Lorenzo Patta Marcell Jacobs Fausto Desalu Filippo Tortu                 | 37"50    | Miglior prestazione mondiale stagionale · Record nazionale |
| dq 2      | 6      | Gran Bretagna | Chijindu Ujah Zharnel Hughes Richard Kilty Nethaneel Mitchell-Blake      | dq 37"51 | SB                                                         |
| Argento   | 4      | Canada        | Aaron Brown Jerome Blake Brendon Rodney Andre De Grasse                  | 37"70    | Miglior prestazione personale stagionale                   |
| Bronzo    | 7      | Cina          | Tang Xingqiang Xie Zhenye Su Bingtian Wu Zhiqiang                        | 37"79    | Record nazionale                                           |
| 4         | 5      | Giamaica      | Jevaughn Minzie Julian Forte Yohan Blake Oblique Seville                 | 37"84    |                                                            |
| 5         | 3      | Germania      | Julian Reus Joshua Hartmann Deniz Almas Lucas Ansah-Peprah               | 38"12    |                                                            |
|           | 9      | Giappone      | Shuhei Tada Ryōta Yamagata Yoshihide Kiryū Yuki Koike                    | dnf      |                                                            |
|           | 2      | Ghana         | Sean Safo-Antwi Benjamin Azamati-Kwaku Emmanuel Yeboah Joseph Paul Amoah | dq       |                                                            |